# DNA 메틸화
DNA 메틸화(DNA methylation)란, 고등 생물의 발달에 매우 중요한 생화학적 과정이다. 그것은 한 메틸기를 시토신의 피리미딘 고리 5번째 위치에 추가하거나 아데닌의 퓨린 고리의 숫자 6 질소에 추가하는 것을 포함한다(시토신과 아데닌은 DNA의 네 가지 염기에 속한다). 이 변화는 세포 분화를 통해서 유전될 수 있다.
DNA 메틸화는 일반적인 유기체적 진화와 세포적 변이를 위해 결정적 부분이다. DNA 메틸화는 안정적으로 세포에서 유전자 표현형을 변화 시킨다. 그래서 세포는 "그들이 어디에 원래 있었는지 기억하는 것" 또는 유전자 표현형을 감소시키는 것을 할 수 있게 된다. 예를 들면, 태아가 발현하는 동안 이자섬(pancreatic islets)으로 남도록 프로그램된 세포들은 유기체의 일생 동안 그들이 이자섬으로 남아 있도록 지속적인 신호를 보내지 않더라도 이자섬으로 남아있는다. DNA 메틸화는 일반적으로 접합자(zygote, 쉽게 말해서, 사람으로 치면 정자와 난자가 합쳐진 형태) 생성 과정에서 사라지고, 발현 과정에서 차후의 세포 분화를 통해서 다시 생성된다. 하지만, 가장 최신의 연구는 접합자에서 메틸 그룹이 사라지는 것보다는 수산기화(hydroxylation)가 되는 것을 보인다. 몇몇 유전자 표현형을 제어하는 메틸화 변화들은 유전될 수 있고 후성 유전적 제어라고 불린다.
추가적으로, DNA 메틸화는 시간이 지나면서 유전자의 주인에게 바이러스성 유전자들의 표현형과 다른 해로운 요소들로써 포함되어 온 것들을 억제한다. DNA 메틸화는 또한 기본적인 염색질 구조의 기초를 형성한다. 염색질 구조는 세포가 변경 불가능한 DNA 구조로부터 다세포의 일생을 위해 요구되는 다양한 특성을 형성할 수 있도록 해준다. DNA 메틸화는 또한 거의 모든 종류의 암의 발현에 매우 중요한 역할을 한다.
시토신의 5번 위치에서의 DNA 메틸화는 유전형을 줄이는 특별한 효과를 가지고 있고, 실험된 모든 척추동물에서 발견되어 왔다. 몇몇 성인 체조직(somatic tissue)에서, DNA 메틸화는 전형적으로 CpG 디뉴클레오티드 상태에서 나타난다. non-CpG 메틸화는 태아 줄기 세포에서 주로 나타난다.
DNA 메틸화는 박테리아에서 원시적인 면역시스템으로도 쓰인다. 자신의 게놈은 메틸화시켜서 제한효소의 의한 인식을 막고 외부에서 침입한 메틸화되지 않은 파지의 DNA는 인식되어 분해된다.
최근 미세먼지가 잠자는 질병유전자를 깨울 수 있다는 학술논문이 발표되어 큰 파장을 일으키고 있다. 미세먼지가 잠자는 질병유전자를 메틸화 시켜 유전자발현 시킨다는 것인데 한국인에게서 관련 유전자가 나타난 것으로 확인되고 있다.

## 같이 보기
- 5-메틸사이토신
- 7-메틸구아노신
- 후성유전학
- 후성유전체
- 유전체 (생명과학)
- 유전체 각인
- 단백질 메틸화